# Aortni sinus
Aortni sinus je anatomska razširitev ascendentne aorte, ki leži tik nad aortno zaklopko. Na splošno ločimo tri aortne sinuse: levega zadajšnjega, desnega zadajšnjega in sprednjega.
- Iz levega zadajšnjega aortnega sinusa izhaja leva koronarna arterija.
- Iz sprednjega aortnega sinusa izhaja desna koronarna arterija.
- Iz desnega zadajšnjega aortnega sinusa navadno ne izhaja nobena žila, zato ga imenujemo akoronarni sinus.

Posamezen aortni sinus lahko imenujemo tudi Valsalvov sinus, Morgagnijev sinus oz. Petitov sinus.